# Marijan Pasarić
Marijan Pasarić (Zagabria, 1º settembre 1932 – 19 settembre 2016) è stato un allenatore di pallacanestro jugoslavo.
Ha guidato la Jugoslavia ai Campionati mondiali del 1964.